# Теймуров, Марк Германович
Ма́рк Ге́рманович Тейму́ров (род. 11 июня 1997, Санкт-Петербург, Россия) — российский сноубордист, выступающий в слоупстайле и биг-эйре. Мастер спорта России.

## Спортивные достижения
- Чемпион России в дисциплине биг-эйр (2016)[5].
- Бронзовый призёр Чемпионата России в дисциплине слоупстайл (2016)[5].
- Победитель Red Bull Roll the Dice (2017; 2019; 2021)[6][7].
- Многократный победитель и призёр Первенства России по сноуборду в дисциплинах: хафпайп, биг-эйр, слоупстайл (2009—2015).

## Спортивная карьера
| Год  | Соревнования         | Возраст | Биг-эйр | Слоупстайл |
| ---- | -------------------- | ------- | ------- | ---------- |
| 2009 | Finland Battle Ruka  | U11     | -       | 1          |
| 2014 | Europa Cup Landgraaf | U17     | -       | 12         |
| 2015 | Europa Cup Landgraaf | U18     | -       | 9          |
| 2016 | Чемпионат России     | U18     | 1       | 3          |
| 2019 | Финал Кубка России   | U21     | 2       | 2          |
| 2019 | Europa Cup Sochi     | U       | 4       | 1          |